# Eugène II Schneider
Pour les articles homonymes, voir Schneider.
Pour les autres membres de la famille, voir Famille Schneider.
Charles Prosper Eugène Schneider, surnommé Eugène II, né au Creusot (Saône-et-Loire) le 29 octobre 1868 et mort au 34, cours-Albert Ier à Paris 8e le 17 novembre 1942, est un industriel et homme politique français, maître de forges et dirigeant des usines du Creusot.

## Biographie

### Vie familiale
Charles Prosper Eugène Schneider est le fils d'Henri Schneider et de sa première épouse Zélie Asselin.  
Né le 29 octobre 1868 à 9 heures du matin, il passe son enfance à Paris, dans l'hôtel particulier de son père, et il suit les études dans l'enseignement public, puis chez les Jésuites pour préparer Polytechnique, après ses baccalauréats lettres et sciences. Il y fréquente la fine fleur de l'aristocratie royaliste. Son père change d’avis et l'envoie faire son service militaire à Auxonne puis lui demande de le rejoindre au Creusot. Désirant le former à sa succession, il l'envoie dans diverses missions en Allemagne, en Espagne, en Algérie (mines de fer), en Lorraine (Jœuf). 
Il se marie en 1894 à Antoinette de Rafélis de Saint-Sauveur, fille du marquis Paul de Rafélis Saint-Sauveur et de Henriette de Gontaut Biron (fille d'Etienne-Charles de Gontaut-Biron et de Marie de Fitz-James, fille du 7e duc Jacques-Marie-Emmanuel, descendante de Jacques II et d'Henri IV). Ils sont les parents de :
- Henri-Paul (1895-1918), aviateur, mort pour la France ;
- Jean Schneider (1896-1944), industriel, mort dans un crash aérien (à Saint-Prix, Saône-et-Loire)[3] ;
- Charles Schneider (1898-1960), industriel ;
- Marie-Zélie dite May (1902-1999), épouse de Pierre de Cossé, duc de Brissac.

Une idylle extra conjugale se noue entre Antoinette et Boni de Castellane, un dandy rencontré par hasard à Paris en 1902. Le scandale est énorme et Eugène en ressort profondément blessé. 
L'usage de l’anglais dans la communication familiale, instauré par son grand-père, est toujours de mise et permet d'éviter les fuites vers la domesticité lors des réceptions au château de la Verrerie.
Le décès de son fils ainé dans des circonstances tragiques l'affectera profondément. Cependant les deux fils survivants à l'issue de la première guerre rompent rapidement avec lui. Il semble qu'il ne souhaitait pas céder son pouvoir rapidement à ses fils, leur donnant uniquement le statut de gérants associés sans signature sociale. En 1923, cette rupture est officialisée lors d'une assemblée générale des actionnaires. S'ensuivent dix années de procédures judiciaires que ceux-ci gagnèrent à la fin. Ils ne revirent leur père qu’un mois avant sa mort, lors des cérémonies liées au bombardement du Creusot en 1942.
Il acquiert le château d'Apremont, en rachetant les parts de sa belle-famille de Saint-Sauveur, qu'il fait rénover, et l'hôtel de La Ferronnays (aujourd'hui Ambassade du Brésil en France).

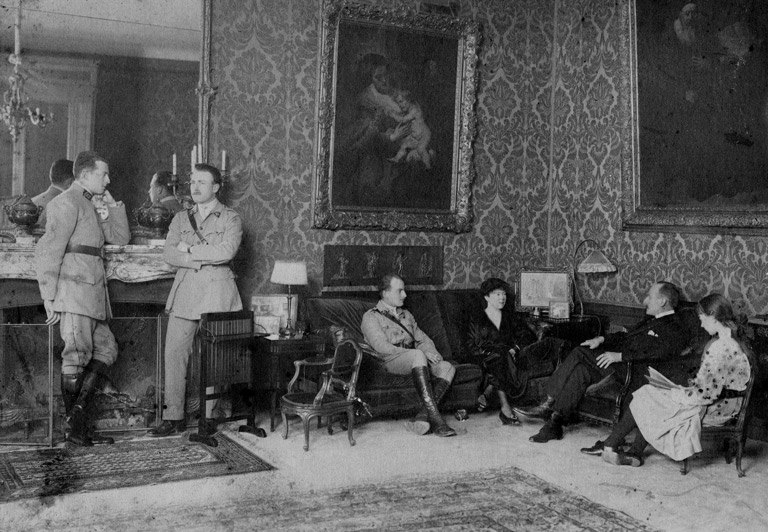
Eugène II Schneider et sa famille.
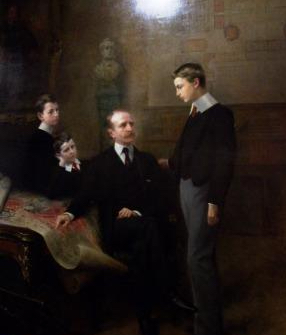
Eugène II Schneider et ses fils.

Le 17 novembre 1942 il succombe à Paris d'une crise cardiaque. 
Il est inhumé dans le caveau familial des Schneider dans l'église Saint-Charles au Creusot.

### Carrière industrielle
Eugène II Schneider est le successeur, à la tête des établissements Schneider et Cie, d'Eugène I Schneider, son grand-père, et d'Henri Schneider, son père, à la suite de son décès le 17 mai 1898.   
Il cherche à améliorer les institutions de prévoyance et d'assistance, créer des écoles Schneider au Creusot afin de former des ingénieurs et des contremaîtres, ouvre des crédits au personnel pour l'achat de maisons et de jardins, élargit le système des retraites.  
Il fait face dès 1899 à de grandes grèves au Creusot qui embrasent aussi le bassin minier de Blanzy. 
Il inaugure le pavillon Schneider à l'Exposition universelle de 1900 à Paris, qui en est incontestablement la vedette. 
Au delà du Creusot, au Breuil, il étend une aciérie dotée d'un laminoir de tôles épaisses puis d'un grand atelier de construction mécanique qui entrent en service en 1918. 
Il crée l'usine de constructions électriques à Champagne-sur-Seine en 1903 et y déménage les fabrications correspondantes du Creusot. Ce fut le début d’un essaimage des activités industrielles en dehors du site creusotin qu’il mena sans relâche, d'abord en France (aciérie de Sète), puis en Europe, avec des succès divers. 

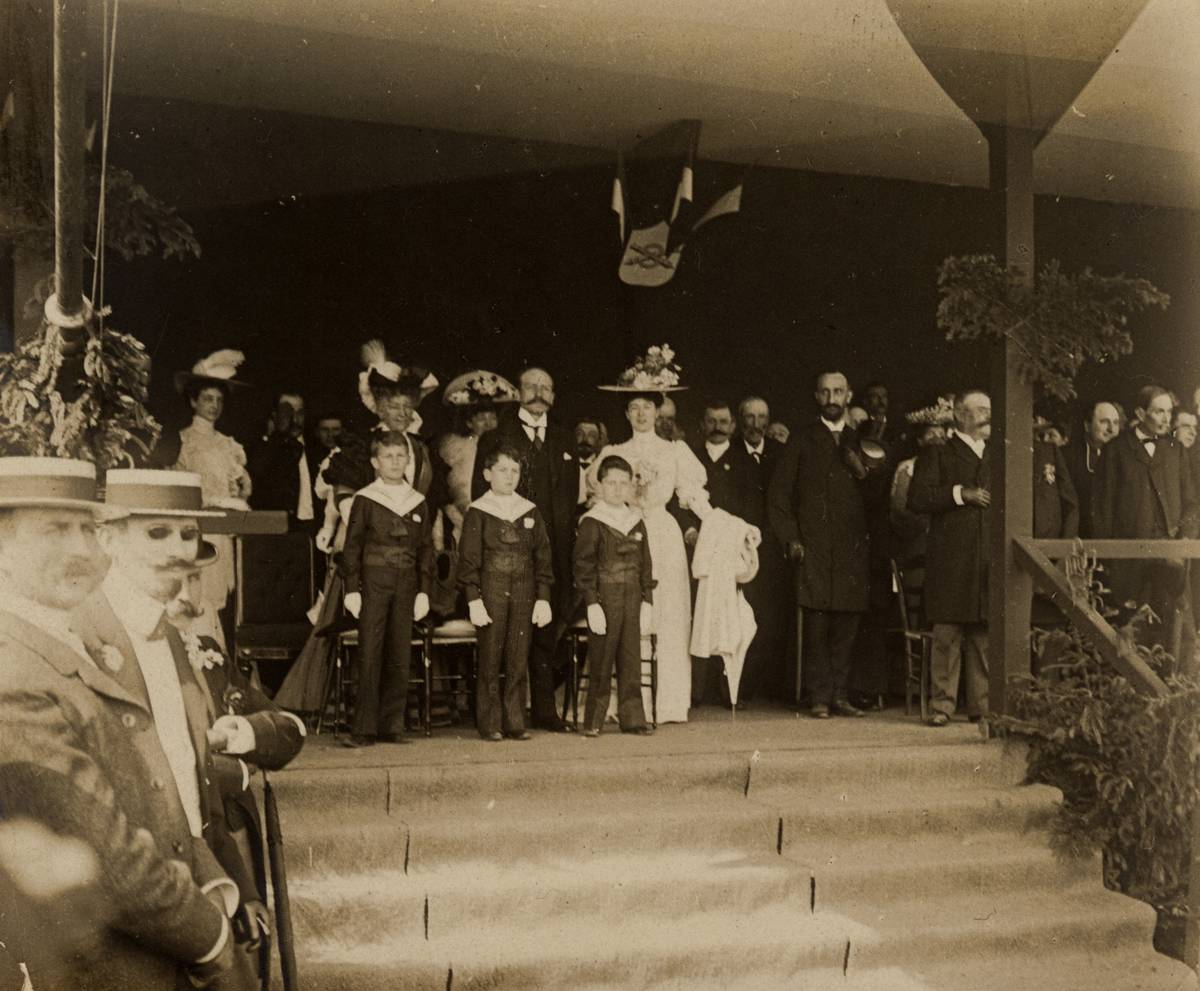
M. et Mme Eugène II Schneider et leurs trois fils, Henri-Paul, Jean et Charles, le 11 juin 1905, lors des fêtes du centenaire de la naissance d'Eugène Ier Schneider.

Sous son impulsion le site du Creusot devient la vitrine commerciale Schneider qui reçoit sans discontinuer les têtes couronnées du monde entier. La rénovation du château de la Verrerie (1902-1909) en est l'outil emblématique. 
Sous sa direction, les activités de Travaux publics représentent un secteur significatif, comme un complément naturel des activités de Ponts et charpentes réalisées dans l'usine de Chalon-sur-Saône (Le Petit Creusot). 
La guerre de 1914-1918 induisit une très forte activité dans les ateliers d'armement du Creusot. Il obtint de conserver l’essentiel de son personnel et il fait appel passivement à de la main d’œuvre étrangère ainsi qu’aux femmes. Il paye des pensions aux familles des mobilisés. Les essais dans la conception et fabrication de chars vers la fin de la guerre ne furent pas probants. Le char Schneider CA1 trop lourd et peu maniable fut supplanté par le char Renault. 
Il récupère l'usine de Mondeville en Normandie contre François de Wendel en 1923 (au titre de dépouilles de guerre).  
Dans les années 1920, il développe la production intensive des locomotives à vapeur et des locomotives électriques qui se vendent dans le monde entier. 
Il s'implique en Europe centrale et prend une participation chez Škoda.  
Il fonde en 1920 la Banque de l'Union européenne industrielle et financière (UEIF, futur BUE) 
Les diversifications dans l'automobile et dans l'aviation (Aviméta) sont des échecs. 
Par contre l'accord avec Westinghouse (USA) est fructueux par la création d’une co-entreprise en France (1929) : Le Matériel électrique SW.
La crise économique des années 1930 contraint Eugène à fermer tous les hauts fourneaux du Creusot, à réduire l’ensemble de l'activité du Creusot, les commandes de locomotives étant pratiquement nulles, et à gérer la nationalisation de la branche armement décidée en 1936 par le Front populaire. Elle est rendue à Schneider en 1939.
Président de la Banque de l'Union européenne industrielle et financière, il est membre du conseil d'administration de diverses sociétés financières, dont le Crédit lyonnais, la PLM, la Banque de l'Union parisienne ou bien la Société métallurgique de Normandie.
Son successeur est Charles Schneider, son fils.

### Engagement politique et patronal
Maire du Creusot de 1896 à 1900, conseiller général du canton du Creusot-Est de 1898 à 1904, Eugène II Schneider est élu député du Creusot en 1898 puis réélu en 1902 et 1906 avant de se retirer de la vie politique en 1910. 
Il améliore les institutions de prévoyance et d'assistance créées par son grand-père et son père, et renforce les écoles Schneider au Creusot afin de former des ingénieurs et des contremaîtres. Il crée des écoles ménagères, ouvre des crédits au personnel pour l'achat de maisons et de jardins, et élargit le système des retraites.

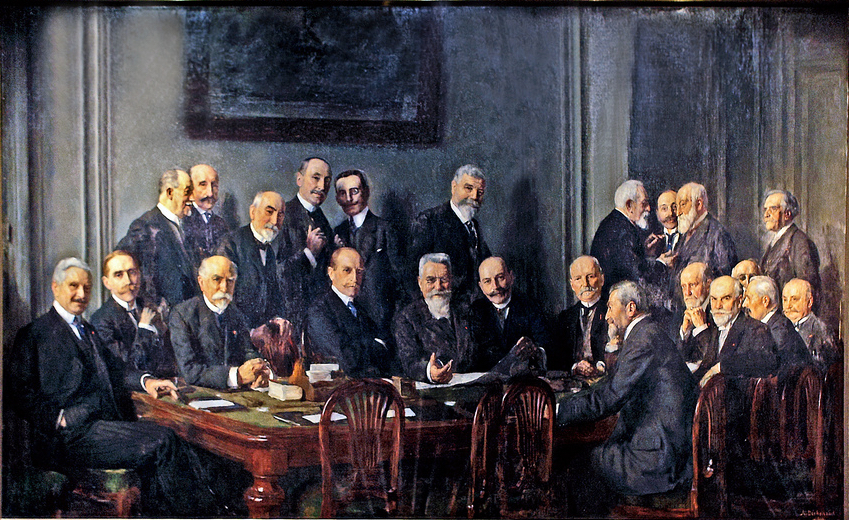
La commission de direction du Comité des forges de France en 1914. Premier rang, de gauche à droite : Louis Mercier, François de Wendel, Henry Darcy, Eugène Schneider, Florent Guillain, Robert Pinot, comte Fernand de Saintignon, Léon Lévy, Henri de Freycinet, Camille Cavallier, Émile Ferry, Georges Claudinon. Deuxième rang : Armand Résimont, Ernest Lesaffre, Claudius Magnin, Léopold Pralon, baron Xavier Reille, Alexandre Dreux, Charles Boutmy, Léon de Nervo, Daniel Bethmont, Edmond Capitain-Geny, François Dujardin-Beaumetz. Peinture d'Adolphe Déchenaud, au siège de Schneider, rue de Madrid, Paris.

Il est aussi très impliqué dans le Comité des forges. Il publie aussi de nombreuses brochures où il expose ses écrits théoriques sur le capitalisme, sur « les relations entre patrons et ouvriers » et sur « les assurances sociales ». Lors de la grande grève de 1899-1900, il acquiert une réputation de briseur de grève en pratiquant le lock-out et en étant à l'origine de la création du premier syndicat jaune le 29 octobre 1899. Cette attitude lui vaut d'être l'objet de critiques nourries de la gauche qui dénonce l'« entrepreneur de bombes funèbres ». Symbole des 200 familles, Eugène et sa famille font l'objet de nombreux pamphlets et attaques de la presse satirique.
Eugène Schneider est l'un des initiateurs de l'Union des industries métallurgiques et minières (UIMM), qui est légalement créée en mars 1901, en réaction au décret du 17 septembre 1900 instaurant des Conseils régionaux du travail par Alexandre Millerand. Une préfiguration de ces Conseils régionaux du travail avait déjà été imposée à Eugène Schneider en 1899 par la décision arbitrale de Pierre Waldeck-Rousseau, à la suite de la grève générale du Creusot en septembre-octobre 1899. Eugène Schneider avait alors écrit à de nombreux dirigeants industriels pour « travailler au groupement d'industriels qui, jusqu'à présent, n'avaient pas encore jugé nécessaire de se réunir en comités patronaux ». L'Union est fondée à l'initiative de certains membres du Comité des forges, créé en 1864, dont certaines personnalités, comme Camille Cavallier, estiment qu'il est incapable de faire face à la situation nouvelle. L'objectif formulé par Eugène Schneider est très clair : « organiser l'entente des patrons afin de résister aux grèves des ouvriers. ».
Par ailleurs, Eugène Schneider accomplit une mission officielle aux États-Unis en 1918 sous l’égide du gouvernement.
Le 5 mai 1934, il est élu membre de l'Académie des sciences morales et politiques.
Le 17 novembre 1942 à 9 heures du matin il succombe à Paris d'une crise cardiaque. Il est inhumé dans le caveau familial des Schneider dans l'église Saint-Charles au Creusot.

## Hommages
Au Creusot, une statue en bronze sur un socle de pierre polie (de Paul Landowski) le représente en tenue de membre de l'Institut de France (Académie des sciences morales et politiques) avec l'épée sur le côté et dans la main le plan d'urbanisme de la ville du Creusot qu'il a élaboré. Cette statue a été inaugurée le 30 septembre 1951 sur le boulevard du Guide au Creusot, rebaptisé depuis boulevard Henri-Paul Schneider, du nom de son fils mort à la guerre (1914-1918).